# Campeonato Mundial de Tiro con Arco al Aire Libre de 1987
El XXXIV Campeonato Mundial de Tiro con Arco al Aire Libre se celebró en Adelaida (Australia) entre el 31 de marzo y el 4 de abril de 1987 bajo la organización de la Federación Internacional de Tiro con Arco (FITA) y la Federación Australia de Tiro con Arco.

## Medallistas

### Masculino
| Evento                  | Oro                                                 | Plata                                            | Bronce                                |
| ----------------------- | --------------------------------------------------- | ------------------------------------------------ | ------------------------------------- |
| Arco recurvo individual | Vladimir Yesheyev URSS                              | Andreas Lippoldt RFA                             | Jay Barrs Estados Unidos              |
| Arco recurvo por equipo | Detlef Kahlert Andreas Lippoldt Bernd Schröppel RFA | Jay Barrs Lonny King Darrell Pace Estados Unidos | Cao Jiong Duan Hongjun Ru Guang China |

### Femenino
| Evento                  | Oro                                                         | Plata                                                    | Bronce                                                |
| ----------------------- | ----------------------------------------------------------- | -------------------------------------------------------- | ----------------------------------------------------- |
| Arco recurvo individual | Ma Xiangjun China                                           | Wang Hee-Kyung Corea del Sur                             | Yao Yawen China                                       |
| Arco recurvo por equipo | Liudmila Arzhannikova Yelena Marfel Zebiniso Rustamova URSS | Park Jung-Ah Wang Hee-Kyung Jeong Jae-Bong Corea del Sur | Nathalie Hibon Catherine Pellen Nadine Saurin Francia |

## Medallero
| Núm. | País           | Oro | Plata | Bronce | Total |
| ---- | -------------- | --- | ----- | ------ | ----- |
| 1    | URSS           | 2   | 0     | 1      | 3     |
| 2    | RFA            | 1   | 1     | 0      | 2     |
| 3    | China          | 1   | 0     | 2      | 3     |
| 4    | Corea del Sur  | 0   | 2     | 0      | 2     |
| 5    | Estados Unidos | 0   | 1     | 1      | 2     |
| 6    | Francia        | 0   | 0     | 1      | 1     |
|      | TOTAL          | 4   | 4     | 4      | 12    |